# Plainfield, Pennsylvania
Plainfield är en så kallad census-designated place i Cumberland County i Pennsylvania. Vid 2020 års folkräkning hade Plainfield 443 invånare.